# August von Hartmansdorff (diplomat)
August von Hartmansdorff, född 3 september 1899 i Stockholm, död 17 december 1976, var en svensk jurist och diplomat.
August von Hartmansdorff blev juris kandidat vid Stockholms högskola 1924 och anställdes, efter fullgjord tingstjänstgöring 1924–1927, som attaché vid Utrikesdepartementet 1928. Efter tjänstgöring i Berlin, Paris och Washington 1929–1933, blev han 2:e vicekonsul i Shanghai och konsulardomare i Kina 1933, 1:e sekreterare vid Utrikesdepartementet 1936, vicekonsul i London 1938, konsul i New York 1944 och byråchef på Utrikesdepartementet 1946. Han var generalkonsul i Montréal 1953–1956, i Genua 1956–1962 och även i San Marino 1961–1962 samt sändebud i Reykjavik 1962–1965.
Han var äldre bror till Carl-Henrik von Hartmansdorff.